# 小行星6249
小行星6249（英語：6249 Jennifer）是一颗围绕太阳公转的小行星。1991年5月7日，埃莉諾·赫琳在帕洛马山发现了此天体。
这颗小行星的绝对星等为151.4200199037691等。